# Gerard Stellaard
Gerardus H.J. (Gerard) Stellaard (Utrecht, 26 november 1946) is een Nederlands voormalig producer, arrangeur, componist van liedjes en pianist. Zijn composities kenmerken zich door het veelvuldig gebruik van professionele synthesizers en achtergrondkoortjes.

## Loopbaan
Stellaard studeerde vanaf 1965 piano aan het conservatorium van Utrecht. Een van de eerste platen die hij arrangeerde was het debuut van Herman van Veen (Herman van Veen).
Stellaard componeerde veel nummers in de jaren 80 en 90. Hij heeft samengewerkt met Demis Roussos, Jules de Corte, André van Duin, Hank the Knife, Benny Neyman maar de meeste van zijn liedjes zijn gemaakt voor zanger Rob de Nijs. In de jaren 80 maakte hij veel liedjes voor De Nijs, waarbij Belinda Meuldijk teksten schreef. In veel nummers speelde hij de pianopartijen. Sommige nummers, zoals Alles wat ademt, Foto van vroeger, Zondag en Zonder jou werden hits.
In 1980 was Stellaard componist, arrangeur en producer van het album Met je ogen dicht van Rob de Nijs. Het album was het bestverkochte album van dat jaar. In de jaren daarna componeert en arrangeert Stellaard nog veel andere albums voor hem. Iets van een wonder (1994) was het laatste album van Rob de Nijs waar Stellaard muziek voor schreef. Daarna kwam het tot een meningsverschil omdat Rob de Nijs meer natuurlijke instrumenten op zijn albums wilde, terwijl Gerard Stellaard nog steeds met synthesizers wilde werken.
In 1985 won Stellaard de Gouden Harp. In datzelfde jaar schrijft hij met Lennaert Nijgh de rockmusical 'Ik, Jan Cremer'. Ook voor het satirische VARA-programma Verona (van Henk Spaan en Harry Vermeegen) schreef Stellaard vanaf die tijd liedjes, waarbij het lied Popie Jopie in de hitlijsten terechtkwam.
Sinds 2004 woont Gerard Stellaard in Frankrijk. Hij is niet meer actief als producer, arrangeur of tekstschrijver.

## Trivia
In 1963 werd de 17-jarige Stellaard badminton-jeugdkampioen van Nederland.